# Wanderer-Fantasie

Inledningen till första satsen.

Fantasi i C-dur, Op. 15 (D. 760), vanligen kallad Wanderer-Fantasie är en fantasi i fyra satser av Franz Schubert, komponerad i november 1822. Den anses vara det tekniskt mest utmanande av Schuberts pianoverk. Schubert kunde själv inte spela det tillräckligt bra och sa: "Der Teufel soll dieses Zeug spielen!" (Djävulen får spela det här stycket!)
Schubert skrev stycket samma år som han arbetade med sin åttonde symfoni. Fantasin skrevs för Emanuel Karl, Edler von Liebenberg, som studerat piano för Johann Nepomuk Hummel och han fick också stycket tillägnat sig då Schubert hoppades att på så vis kunna tjäna lite pengar på musiken.
Hela verket är baserat på ett enda grundmotiv, hämtat från temat i ciss-moll i andra satsen och ur detta motiv har Schubert utvecklat alla andra teman. Grundtemat i sin tur bygger på variationer på melodin i sången Der Wanderer som Schubert skrev 1816. Därför kallas verket Wanderer-Fantasie.
De fyra satserna spelas attacca.
1. Allegro con fuoco ma non troppo, C-dur
2. Adagio, ciss-moll
3. Presto, Ass-dur
4. Allegro, C-dur

Franz Liszt, som var fascinerad av Wanderer-Fantasie, transkriberade den för piano och orkester (S.366) och för två pianon (S.653).